# I'm Into You
"I'm Into You" é uma canção da cantora, actriz e dançarina norte-americana Jennifer Lopez, gravada para o seu sétimo álbum de estúdio, Love?. Conta com a colaboração do rapper Lil Wayne. Foi escrita por Mikkel S. Eriksen, Tor E. Hermansen, Johnta Austin, Taio Cruz, e produzida pela equipa norueguesa Stargate. Deriva de origens estilísticas de dancehall, R&B e reggae, caracterizada. A canção serve como terceiro lançamento para promoção do sétimo disco de Lopez, marcando ainda a primeira colaboração com o rapper Wayne.
"I'm Into You" foi colocada na Internet a 30 de Março de 2011, depois de ter sido revelada uma pequena amostra no programa de rádio On Air with Ryan Seacrest, com uma recepção positiva, caracterizada pela sua sonoridade retirada das ilhas exóticas. A canção foi lançada digitalmente a 1 de Abril de 2011 em certos países da Europa, e quatro dias depois nos Estados Unidos.

## Videoclipe
O videoclipe foi filmado em Abril de 2011, e foi gravado na cidade arqueológica Chichén Itzá, no México. Constitui-se de Jennifer Lopez vivendo um romance na praia com o ator cubano William Levy e protagoniza um número de dança no meio do clipe. O Video estreou oficialmente no dia 2 de Maio de 2011 no programa Today Show, nos EUA.

## Faixas e formatos
A versão single de "I'm Into You" contém apenas uma faixa com duração de três minutos e cinquenta e quatro segundos.
| Descarga digital |                                |         |  |
| N.º              | Título                         | Duração |  |
| 1.               | "I'm Into You" (com Lil Wayne) | 3:54    |  |

## Prêmios e indicações
| Ano  | Prêmiação                 | Categoria          | Resultado |
| ---- | ------------------------- | ------------------ | --------- |
| 2012 | Virgin Media Music Awards | Melhor Colaboração | Indicado  |

## Desempenho nas tabelas musicais
| Tabelas musicais (2011)                        | Melhores posições |
| ---------------------------------------------- | ----------------- |
| O campo songid é OBRIGATÓRIO PARA PARADA ALEMÃ | 16                |
| Austrália - ARIA Singles Chart                 | 45                |
| Áustria (Ö3 Austria Top 75)                    | 10                |
| Bélgica - Belgian Singles Chart (Flandres)     | 36                |
| Bélgica - Belgian Singles Chart (Valónia)      | 47                |
| Brasil (Billboard Hot 100 Airplay)             | 7                 |
| Brasil (Billboard Hot Pop & Popular)           | 8                 |
| Bulgária - Bulgaria Singles Top 40             | 1                 |
| Canadá - Canadian Hot 100                      | 55                |
| Coreia do Sul - Gaon Music Chart               | 1                 |
| Croácia (Airplay Radio Chart)                  | 2                 |
| Dinamarca (Hitlisten)                          | 39                |
| Espanha - PROMUSICAE                           | 29                |
| Escócia (Scottish Singles Chart)               | 14                |
| Eslováquia (Rádio Top 100)                     | 7                 |
| Estados Unidos Billboard Hot 100               | 41                |
| Estados Unidos Hot Dance Club Songs            | 1                 |
| Estados Unidos Hot R&B/Hip-Hop Songs           | 79                |
| Estados Unidos Latin Songs                     | 37                |
| Estados Unidos Latin Pop Songs                 | 19                |
| Estados Unidos Pop Songs                       | 19                |
| Finlândia (Suomen virallinen lista)            | 19                |
| França (SNEP)                                  | 38                |
| Grécia (IFPI Greece)                           | 1                 |
| Irlanda (IRMA)                                 | 25                |
| Itália (FIMI)                                  | 14                |
| Países Baixos (Dutch Top 40)                   | 25                |
| Noruega (VG-lista)                             | 9                 |
| Polónia (ZPAV)                                 | 4                 |
| Polónia (Dance Top 50)                         | 16                |
| Reino Unido (OCC UK R&B)                       | 3                 |
| Reino Unido - UK Singles Chart                 | 9                 |
| Roménia (UPFR)                                 | 6                 |
| Rússia (EMI)                                   | 78                |
| Suécia (Sverigetopplistan)                     | 54                |
| Suíça (Schweizer Hitparade)                    | 33                |

| País   | Providente | Certificação |
| ------ | ---------- | ------------ |
| Itália | FIMI       | Ouro         |

## Histórico de lançamento
| País           | Data                | Formato          | Editora discográfica |
| -------------- | ------------------- | ---------------- | -------------------- |
| Brasil         | 1 de Abril de 2011  | Descarga digital | Island Def Jam Music |
| Espanha        | 1 de Abril de 2011  | Descarga digital | Island Def Jam Music |
| França         | 1 de Abril de 2011  | Descarga digital | Island Def Jam Music |
| Portugal       | 1 de Abril de 2011  | Descarga digital | Island Def Jam Music |
| Suécia         | 1 de Abril de 2011  | Descarga digital | Island Def Jam Music |
| Estados Unidos | 5 de Abril de 2011  | Descarga digital | Def Jam              |
| Estados Unidos | 26 de Abril de 2011 | Rádio mainstream | Def Jam              |